# Новогольский 2-й
Новогольский 2-й — поселок в Таловском районе Воронежской области России.
Входит в состав Синявского сельского поселения. 

## География
В посёлке имеется одна улица — Набережная.
С северной окраины протекает р. Елань. 

## Население
| 2010 |
| ---- |
| 133  |

## Инфраструктура
В посёлке была Елань-Гольская начальная общеобразовательная школа, закрытая в 2010 году.